# Minamoto no Yoshihira
Minamoto no Yoshihira (源义平, , 1140-1160) foi um guerreiro do Clã Minamoto que lutou ao lado de seu pai, Minamoto no Yoshitomo , na Rebelião Heiji.
Sua mãe era filha de Miura no Yoshiaki , o que indica os laços estreitos entre as duas famílias. Seus irmãos eram Minamoto no Yoshitsune , Minamoto no Noriyori e Minamoto no Yoritomo . Yoshihira se casou com a filha de Minamoto no Yoshishige.
Em 1155, após um desentendimento com o tio Minamoto no Yoshikata , Yoshihira atacou sua casa na Província de Musashi.
Então, em 1159,  Yoshihira foi enviado para Kyoto para lutar na Rebelião Heiji . O Clã Taira ofereceu um acordo de paz, mas os Minamoto recusaram-se, e logo foram derrotados. Embora Yoshihira fugisse da batalha, e vivesse pacificamente, disfarçado, por um tempo em Kyoto ,  foi capturado e morto a mando de Taira no Kiyomori , o chefe da facção inimiga.